# Безид (Муреш)
Безид (рум. Bezid) насеље је у Румунији у округу Муреш у општини Санђеорђу Де Падуре. Oпштина се налази на надморској висини од 406 m.

## Становништво
Према подацима из 2002. године у насељу је живело 699 становника.

### Попис2002.
| Расподела становништва по националности 2002.‍ | Расподела становништва по националности 2002.‍ | Расподела становништва по националности 2002.‍ | Расподела становништва по националности 2002.‍ | Расподела становништва по националности 2002.‍ |
| --------------------------------------------- | --------------------------------------------- | --------------------------------------------- | --------------------------------------------- | --------------------------------------------- |
|                                               |                                               |                                               |                                               |                                               |
| Румуни                                        | Румуни                                        |                                               | 12                                            | 1,7%                                          |
| Мађари                                        | Мађари                                        |                                               | 629                                           | 90,0%                                         |
| Роми                                          | Роми                                          |                                               | 58                                            | 8,3%                                          |